# Un incident de senzație
Un incident de senzație este o operă literară scrisă de Ion Luca Caragiale. 